# ژولیوس کانوس
ژولیوس کانوس (به انگلیسی: Julius Canus) پیرو فلسفه رواقیون بود، که سوم اکتبر سال ۴۰ میلادی طی زمامداری کالیگولا مورد آزار و اذیت قرار گرفت و در دادگاه رم به جرم توهین به امپراتور و افشاندن بذر نفاق در میان مردم محاکمه و اعدام شد.

## گفته‌های وی
وی در یک اجتماع عمومی در شهر گفته بود:
همان‌طور که خدایان نظم ستارگان را برقرار کرده‌اند و انسان‌ها را آفریده‌اند، حکومتها باید روابط مردم با هم، مشارکت آنان در شادی و اندوه یکدیگر و جنبه‌های دیگر حیات از جمله توزیع عادلانه درآمدها و مقامها و رابطه کار و درآمد را تنظیم، و نقض کنندگان این ضوابط (قوانین) را تنبیه کنند تا صلح و آرامش و در نتیجه نیکبختی جهانگیر شود.

## محاکمه
وی حاضر نشد که اظهارات خود را پس بگیرد و از گفته‌هایش ابراز ندامت کند و از امپراتور تقاضای عفو نکرد. دادگاه رم وی را به جرم افترا زدن به رئیس کشور و افشاندن بذر نفاق میان مردم و دولت محاکمه و اعدام نمود.

## دوستان
رکتوس و آنتیوخوس سلوکیه را می‌توان از دوستان وی دانست.